# Jeremy Gilley
Jeremy Gilley (1969) is een Engels filmacteur, filmmaker van documentaires en vredesactivist. Hij is oprichter van de organisatie Peace One Day.

## Levensloop
Gilley groeide op in Southampton en spendeerde in zijn kindertijd veel tijd aan het kijken naar nieuwsuitzendingen. Zijn ouders waren gescheiden waardoor hij vaak met zijn gedachten wegzonk in het hoe en waarom van conflicten.
Op zijn twaalfde deed hij auditie bij het theater van West End in Londen voor de musical Bugsy Malone en werd hij uitgekozen de hoofdrol te spelen. Later volgde hij de theater- en balletschool in Londen en op zijn zeventiende volgde hij lessen bij de Royal Shakespeare Company. Hij acteerde in elke speelfilms en verder vooral in televisieseries waaronder in 1990 in Bergerac in de rol van Tommy en van 1989 tot 1994 in The Bill in de rollen van Gary Davis en Terry Clarke.
Op de Royal Shakespeare Company had Gilley veel contacten opgedaan die van belang bleken toen hij in 1999 de organisatie Peace One Day opzette. Sinds 1981 bestond er al een Internationale Dag van de Vrede, maar deze had er niet toe geleid dat er wereldwijd ook een dag een staakt-het-vuren werd afgekondigd. Aanvankelijk was de dag alleen bedoeld geweest vrede te gedenken en te versterken.
Samen met twee vrienden schreef hij duizenden brieven, waaronder naar Kieran Prendergast, een Brits diplomaat en adjunct secretaris-generaal van de Verenigde Naties voor politieke zaken. Nadat Prendergast hem uitnodigde naar zijn kantoor in New York te komen en Gilley geen geld had er te komen, belde hij naar British Airways voor een gratis ticket. De luchtvaartmaatschappij ging akkoord en liet hem en ook zijn team kosteloos vele vluchten meer over de wereld maken.
Bij elkaar kostte het hem 18 maanden om een gesprek te regelen met secretaris-generaal Kofi Annan. Dit gesprek vond plaats op 7 september 2001 en enkele weken later, op 28 september, besloot de Algemene Vergadering van de Verenigde Naties met Resolutie 55/282 dat de Dag van de Vrede werd uitgebreid tot een dag waarin wordt opgeroepen tot wereldwijde wapenstilstand en geweldloosheid. Op 11 september had Annan hierover een persconferentie willen houden die echter niet plaatsvond vanwege de dramatische momenten van de aanslagen op 11 september 2001.
In 2004 bracht hij de documentaire Peace One Day uit, met daarin het proces dat leidde tot de aanname van Resolutie 55/282 en interviews die hij had gehouden met wereldleiders, waaronder Kofi Annan, de veertiende dalai lama, Shimon Peres en Harri Holkeri, acteurs als John Mills, Judi Dench, Helen Mirren, Joan Plowright en Alan Rickman, gitarist David A. Stewart en anderen.
Gilley reisde met zijn organisatie naar 76 landen (stand 2011). Samen met acteur Jude Law lukte het in 2007 en 2008 in Afghanistan een wapenstilstand voor elkaar te krijgen waardoor een inentingsprogramma tegen polio mogelijk werd. Verder reisde hij naar Congo-Kinshasa, waar hij in een levensbedreigende situatie terechtkwam toen hij oog in oog kwam te staan met kindsoldaten, en belandde hij tijdens een bezoek aan Somalië gedurende drie weken in het ziekenhuis. Van zijn verdere bezoeken bracht hij in 2008 een vervolgdocumentaire uit onder de naam The Day After Peace.

## Erkenning
In 1999 werd Gilley voor zijn documentaire Where the Red Wind Blows twee maal onderscheiden tijdens het New York International Independent Film & Video Festival, in de categorieën Beste sociale documentaire en Beste regisseur.
Voor zijn film en het initiatief van Peace One Day werd hij meermaals onderscheiden, onder meer met de Directors Guild of Great Britain Award in de categorie Uitstekende regisseursprestatie in televisiedocumentaires en in 2009 met de Cinema for Peace-prijs uit Berlijn.
Verder werd hij voor het opzetten van zijn organisatie uitgeroepen tot Britain's Best van 2008 in de categorie Campaigner of The Year en ontving hij in 2010 de Nederlandse Carnegie Wateler Vredesprijs.

## Filmografie

### Als acteur
- 1985: Alas Smith & Jones (tv-serie)
- 1987: Succubus (tv-film), als Mark
- 1989: Act of Will (tv-serie), als Frederick
- 1989-94: The Bill (tv-serie), als Gary Davis / Terry Clarke
- 1990: Spatz (tv-serie), als Sebastian
- 1990: Bergerac (tv-serie), als Tommy
- 1991: The Storyteller: Greek Myths (tv-serie), als Perseus
- 1991: Lovejoy (tv-serie), als Richard Jaglom
- 1994: Nexus 2.431, als Ator
- 1998: Ultraviolet (tv-serie), als Oliver

### Als documentairemaker
- 1999: Where the Red Wind Blows
- 2004: Peace One Day
- 2008: The Day After Peace